# Landtagswahlkreis Hannover-Döhren
Der Wahlkreis Hannover-Döhren ist ein Wahlkreis zu den Wahlen des niedersächsischen Landtages. Er umfasst seit der Landtagswahl 2008 die Stadt Hannover mit den Stadtteilen Bemerode, Bult, Döhren, Heideviertel, Kirchrode, Kleefeld, Mittelfeld, Seelhorst, Waldhausen, Waldheim, Wülfel, Wülferode und Zoo sowie dem statistischen Bezirk Nr. 45 der Südstadt.

## Landtagswahl 2022
| Landtagswahl in Niedersachsen 2022 – WK Hannover-DöhrenZweitstimmen %403020100 30,2 %25,5 %21,9 %6,8 %6,6 %2,9 %1,4 %1,2 %1,1 %0,9 %0,5 %1,1 % SPDCDUGrüneAfDFDPLinkeTierschutzPARTEIVoltBasisPiratenSonst.Gewinne und Verlusteim Vergleich zu 2017 %p 12 10 8 6 4 2 0 −2 −4 −6−5,5 %p−4,6 %p+10,6 %p+1,4 %p−3,2 %p−2,3 %p+0,8 %p+0,4 %p+1,1 %p+0,9 %p+0,3 %p+0,3 %pSPDCDUGrüneAfDFDPLinkeTierschutzPARTEIVoltBasisPiratenSonst. |

| Gegenstand der Nachweisung | Gegenstand der Nachweisung | Erst- stimmen | Erst- stimmen | Zweit- stimmen | Zweit- stimmen |
| Bewerber                   | Partei                     | Anzahl        | %             | Anzahl         | %              |
| -------------------------- | -------------------------- | ------------- | ------------- | -------------- | -------------- |
| Wahlberechtigte            | Wahlberechtigte            | 67.917        | 67.917        | 67.917         | 67.917         |
| Wähler                     | Wähler                     | 43.764        | 43.764        | 64,4 %         | 64,4 %         |
| Ungültige Stimmen          | Ungültige Stimmen          | 596           | 1,4           | 270            | 0,6            |
| Gültige Stimmen            | Gültige Stimmen            | 43.168        | 98,6          | 43.494         | 99,4           |
| davon                      |                            |               |               |                |                |
| Dirk Toepffer              | CDU                        | 12.897        | 29,9          | 11.098         | 25,5           |
| Doris Maria Schröder-Köpf  | SPD                        | 13.145        | 30,5          | 13.150         | 30,2           |
| Norbert Gast               | GRÜNE                      | 10.872        | 25,2          | 9.513          | 21,9           |
| Niklas Drexler             | FDP                        | 2.384         | 5,5           | 2.855          | 6,6            |
| Jana Rebecca Harris        | AfD                        | 3.185         | 7,4           | 2.942          | 6,8            |
|                            | DIE LINKE                  |               |               | 1.265          | 2,9            |
|                            | dieBasis                   | 374           | 0,9           |                |                |
|                            | FREIE WÄHLER               | 199           | 0,5           |                |                |
|                            | Die Humanisten             | 126           | 0,3           |                |                |
|                            | Die PARTEI                 | 505           | 1,2           |                |                |
|                            | Gesundheitsforschung       | 125           | 0,3           |                |                |
|                            | Tierschutzpartei           | 618           | 1,4           |                |                |
|                            | PIRATEN                    | 234           | 0,5           |                |                |
| Otto-Heinrich Rosenhagen   | Volt                       | 685           | 1,6           | 490            | 1,1            |

## Landtagswahl 2017
Zur Landtagswahl in Niedersachsen 2017 traten im Wahlkreis Hannover-Döhren sechs Direktkandidaten an. Direkt gewählte Abgeordnete ist Doris Schröder-Köpf (SPD). Über die Landesliste zogen zusätzlich Dirk Toepffer (CDU) und Sylvia Bruns (FDP) in den niedersächsischen Landtag ein. Der Wahlkreis trug die Wahlkreisnummer 24.
| Partei                | Direktkandidat      | Erststimmen | Zweitstimmen |
| --------------------- | ------------------- | ----------- | ------------ |
| CDU                   | Dirk Toepffer       | 36,7        | 30,1         |
| SPD                   | Doris Schröder-Köpf | 38,2        | 35,7         |
| Bündnis 90/Die Grünen | Thomas Schremmer    | 10,0        | 11,3         |
| FDP                   | Sylvia Bruns        | 7,3         | 9,8          |
| DIE LINKE             | Karsten Plotzki     | 5,7         | 5,2          |
| AfD                   |                     |             | 5,4          |
| BGE                   |                     |             | 0,1          |
| DM                    |                     |             | 0,2          |
| Freie Wähler          |                     |             | 0,3          |
| LKR                   |                     |             | 0,0          |
| ÖDP                   |                     |             | 0,1          |
| Die PARTEI            | Jan Weinmann        | 2,3         | 0,8          |
| Tierschutzpartei      |                     |             | 0,6          |
| Piratenpartei         |                     |             | 0,2          |
| V-Partei³             |                     |             | 0,1          |

Die Wahlbeteiligung lag mit 68,3 % über dem Landesdurchschnitt dieser Wahl.

## Landtagswahl 2013
Zur Landtagswahl in Niedersachsen 2013 traten im Wahlkreis Hannover-Döhren sechs Direktkandidaten an. Direkt gewählter Abgeordneter ist Dirk Toepffer (CDU). Über die Landesliste zogen zusätzlich Doris Schröder-Köpf (SPD) und Sylvia Bruns (FDP) in den niedersächsischen Landtag ein.
Bundesweites Aufsehen erregte die Wahlkreiskandidatenkür der SPD. Hier kam es zu einer Kampfabstimmung zwischen Sigrid Leuschner und Doris Schröder-Köpf. Die unterlegene Sigrid Leuschner wechselte kurz vor der Landtagswahl zur Partei Die Linke.
| Partei                | Direktkandidat      | Erststimmen | Zweitstimmen |
| --------------------- | ------------------- | ----------- | ------------ |
| SPD                   | Doris Schröder-Köpf | 33,8        | 31,3         |
| CDU                   | Dirk Toepffer       | 41,8        | 30,4         |
| Bündnis 90/Die Grünen | Eva-Maria Hartmann  | 16,2        | 17,0         |
| FDP                   | Sylvia Bruns        | 3,0         | 14,1         |
| DIE LINKE             | Nicolas Lehrke      | 3,1         | 3,0          |
| Piratenpartei         | Marc Herrmann       | 2,1         | 2,1          |
| Freie Wähler          |                     |             | 1,0          |
| NPD                   |                     |             | 0,6          |
| Die Freiheit          |                     |             | 0,3          |
| PBC                   |                     |             | 0,2          |
| Bündnis 21/RRP        |                     |             | 0,1          |

Die Wahlbeteiligung betrug 63,8 %.

## Landtagswahl 2008
Zur Landtagswahl in Niedersachsen 2008 traten im Wahlkreis Hannover-Döhren sechs Direktkandidaten an. Direkt gewählter Abgeordneter war Dirk Toepffer (CDU).
| Partei                     | Direktkandidat    | Erststimmen | Zweitstimmen |
| -------------------------- | ----------------- | ----------- | ------------ |
| CDU                        | Dirk Toepffer     | 42,1        | 39,0         |
| SPD                        | Sigrid Leuschner  | 31,9        | 26,7         |
| FDP                        | Philipp Rösler    | 10,9        | 12,8         |
| Bündnis 90/Die Grünen      | Eleni Mourmouri   | 8,5         | 11,6         |
| Die Linke                  | Karsten Plotzki   | 5,8         | 6,9          |
| NPD                        |                   |             | 1,4          |
| Freie Wähler Niedersachsen | Catrin Schmieding | 0,9         | 0,2          |
| Mensch Umwelt Tierschutz   |                   |             | 0,4          |
| Die Grauen                 |                   |             | 0,3          |
| Die Friesen                |                   |             | 0,2          |
| Familien-Partei            |                   |             | 0,2          |
| PBC                        |                   |             | 0,2          |
| Ab jetzt                   |                   |             | 0,1          |
| ödp                        |                   |             | 0,1          |

Die Wahlbeteiligung betrug 59,4 %.

## Landtagswahlkreis 35 Hannover-Südost
Nach der Wahl 2003 erfolgte eine Neueinteilung der Landtagswahlkreise in Niedersachsen. Der bisherige Landtagswahlkreis 35 Hannover-Südost wurde in Landtagswahlkreis 24 Hannover-Döhren umbenannt. Hinzugekommen ist dabei der Stadtteil Bult, zuvor Landtagswahlkreis 31 Hannover-Mitte.

### Landtagswahl 2003
Zur Landtagswahl in Niedersachsen 2003 traten im Wahlkreis Hannover-Südost sechs Direktkandidaten an. Direkt gewählte Abgeordnete war Gabriele Jakob (CDU).
| Partei                             | Direktkandidat   | Erststimmen | Zweitstimmen |
| ---------------------------------- | ---------------- | ----------- | ------------ |
| CDU                                | Gabriele Jakob   | 50,2        | 44,1         |
| SPD                                | Sigrid Leuschner | 35,5        | 30,7         |
| FDP                                | Philipp Rösler   | 5,4         | 11,5         |
| Bündnis 90/Die Grünen              | Mark Bindert     | 7,6         | 11,4         |
| PDS                                | Martina Amoabeng | 0,8         | 0,7          |
| BüSo                               | Katharina Pagel  | 0,5         |              |
| Partei Rechtsstaatlicher Offensive |                  |             | 0,6          |
| Die Grauen                         |                  |             | 0,3          |
| REP                                |                  |             | 0,3          |
| PBC                                |                  |             | 0,2          |
| ödp                                |                  |             | 0,1          |

Die Wahlbeteiligung betrug 67,8 %.